# Cilieni (gmina)
Cilieni – gmina w Rumunii, w okręgu Aluta. Obejmuje tylko jedną miejscowość Cilieni. W 2011 roku liczyła 3244 mieszkańców.